# Tomasz Adamek
Tomasz Adamek (ur. 1 grudnia 1976 w Żywcu) – polski pięściarz, były zawodowy mistrz świata organizacji International Boxing Federation (IBF) i International Boxing Organization (IBO) w wadze junior ciężkiej oraz World Boxing Council (WBC) w wadze półciężkiej, medalista mistrzostw Europy amatorów, międzynarodowy mistrz Polski. Pokonał 3 zawodników o tytuł mistrza świata wagi juniorciężkiej i 2 zawodników o tytuł mistrza świata wagi półciężkiej. Zdobywca 2. miejsca w 2005 i 4. w 2006 w plebiscycie na najlepszego sportowca Polski. Założyciel klubu sportowego KS Cios-Adamek w Gilowicach.
Jest pierwszym Polakiem, który zdobył „Muhammad Ali Giant Athlete Award”, nagrodę imienia Muhammada Alego za wybitne osiągnięcia sportowe i postawę poza ringiem, a także The Ring championship belt – pas mistrzowski magazynu „The Ring”. W rankingu BoxRec Adamek jest drugim największym polskim zawodnikiem wszech czasów, pound for pound, tylko za Dariuszem Michalczewskim. Jest jedynym Polakiem, którego BoxRec umieścił w pierwszej dziesiątce najlepszych bokserów wagi ciężkiej pod koniec roku; zajął piąte miejsce w 2010, siódme miejsce w 2011 i dziesiąte miejsce w 2012.

## Kariera amatorska
Boksem zainteresował się w czwartej klasie szkoły podstawowej. W wieku dwunastu lat rozpoczął treningi w sekcji bokserskiej klubu Góral Żywiec. Pierwszymi jego trenerami byli Stefan Gawron i Stanisław Orlicki, którzy wychowali m.in. takich bokserów jak Wiesław Małyszko czy bracia Mizia.
W 1992 przeszedł do GKS Jastrzębie, gdzie trenował pod kierunkiem Kazimierza Rochalskiego. Później trafił do Concordii Knurów, szkolony przez Zbigniewa Kickę (pierwszego polskiego medalistę mistrzostw świata).
Po osiągnięciu pierwszych sukcesów na ringu został powołany do kadry, gdzie indywidualne treningi prowadził z nim Janusz Gortat (dwukrotny medalista olimpijski w wadze półciężkiej). Pierwszy tytuł mistrza Polski seniorów zdobył w 1995 – w wadze średniej, mając niespełna 19 lat. W 1996 wywalczył ponownie mistrzostwo Polski w wadze średniej, a w 1997 – wicemistrzostwo w wadze półciężkiej.
W 1997 uczestniczył w mistrzostwach świata w Budapeszcie (odpadł w 1/8 finału turnieju wagi średniej). W 1998 jako jedyny z Polaków stanął na podium mistrzostw Europy w Mińsku, zdobywając brązowy medal – w wadze półciężkiej. W półfinale turnieju przegrał z mistrzem świata, Rosjaninem Aleksandrem Lebziakiem (późniejszym szkoleniowcem „Sbornej”).
W boksie amatorskim stoczył 120 walk, z czego 108 wygrał.

## Kariera zawodowa

### Waga półciężka
W 2000 zrezygnował z przygotowań do igrzysk w Sydney i zdecydował o przejściu na zawodowstwo. Podpisał profesjonalny kontrakt z grupą Andrzeja Gmitruka – Boxing Europe, a jego pierwszym promotorem został Brytyjczyk cypryjskiego pochodzenia – Panos Eliades, prowadzący wcześniej m.in. Lennoxa Lewisa.
Swoje pierwsze zawodowe walki stoczył w Anglii w 1999, kolejno w Manchesterze i Londynie. W debiucie jego rywalem był Israel Khumalo z RPA. Adamek wygrał pewnie, przez nokaut w pierwszej rundzie.
Pierwszym trudnym przeciwnikiem okazał się Sycylijczyk z belgijskim paszportem – Rudi Lupo, z którym Polak rozegrał zwycięski pojedynek w 2001 o tytuł interkontynentalny mało znanej organizacji IBC. Była to pierwsza potyczka, której nie udało mu się zakończyć przed czasem (wcześniejszych dziesięciu rywali znokautował). W 2002 promotorem Adamka został Norweg Steffen Tangstad (szef firmy Modern Sports And Events, były mistrz Europy zawodowców wagi ciężkiej). 18 października tego samego roku Adamek wywalczył w Kozienicach tytuł międzynarodowego mistrza Polski, pokonując na punkty Amerykanina Clarka Laverne.
4 października 2003, po zwycięstwie z Amerykaninem Edem Daltonem (nokaut w drugiej rundzie), zdobył mistrzostwo interkontynentalne federacji IBF, a 17 kwietnia 2004 dzięki zwycięstwu z Rosjaninem Gabraiłem Gabraiłowem (nokaut w piątej rundzie) również mistrzostwo interkontynentalne WBO.
We wrześniu 2004 podpisał kontrakt z promotorem Donem Kingiem i wyjechał do Stanów Zjednoczonych. Rozpoczął treningi w chicagowskim „Windy City Gym” u boku Gołoty, pod okiem trenera Sama Colonny. W listopadzie dostał propozycję walki o wakujący po Antonio Tarverze pas mistrzowski WBC (Tarver został go pozbawiony, gdyż zamiast obowiązkowej obrony z pierwszym pretendentem WBC Paulem Briggsem, wybrał walkę z Glenem Johnsonem – mistrzem IBF).

#### Walka z Briggsem – zdobycie mistrzostwa świata WBC
21 maja 2005 zmierzył się z Australijczykiem Paulem Briggsem o pas mistrza świata WBC. Wchodzącego do hali United Center w Chicago Polaka przywitało ponad 20 tys. osób oraz setki biało-czerwonych flag (po raz pierwszy przy dźwiękach utworu Funky Polaka – „Pamiętaj”). Przystąpił do potyczki z niezaleczonym pękniętym nosem (cztery tygodnie przed walką złamał go na sparingu, przez co w znacznym stopniu zakłócony został tok przygotowań). Po 12 rundach walki, stosunkiem głosów dwa do remisu, sędziowie uznali za zwycięzcę polskiego pięściarza. Tym samym Adamek jako pierwszy Polak w historii wywalczył mistrzostwo świata federacji WBC w kategorii półciężkiej. Zwycięstwo przypłacił ponownym złamaniem nosa (w 2. rundzie).

#### Walka z Ulrichem w obronie mistrzostwa świata WBC
Na początku lipca 2005 ustalono, że pierwszą walkę w obronie tytułu stoczy w Niemczech, a jego przeciwnikiem będzie pierwszy w rankingu WBC pretendent, Niemiec Thomas Ulrich. Obóz Adamka, choć niechętnie (obawiał się faworyzowania przez sędziów zawodnika gospodarzy), zgodził się ostatecznie na walkę w Niemczech, ale pod warunkiem, że WBC wyznaczy do punktowania sędziów z USA.
16 października 2005 w Düsseldorfie Adamek pokonał Ulricha, nokautując go prawym sierpowym w 1. minucie i 57. sekundzie 6. rundy. Niemiec po tym ciosie próbował wstać i kontynuować walkę, jednak sędzia ringowy wyliczył go i zakończył pojedynek. Do momentu nokautu Adamek prowadził na punkty (po pięciu rundach miał trzypunktową przewagę 49:46). 9 marca 2006 wystąpił z pozwem w sądzie federalnym na Manhattanie przeciwko Don King Productions (domagał się 400 tys. dolarów odszkodowania), zarzucając swojemu promotorowi, że nie wywiązuje się z kontraktu (zorganizował przez półtora roku tylko dwie walki, a powinien co najmniej cztery). We wrześniu 2006 wycofał pozew i przystał na ugodę.
W sierpniu 2006 zaczął trenować z Buddym McGirtem, ponieważ jego dotychczasowy trener, Andrzej Gmitruk, musiał poddać się operacji serca.

#### Rewanż z Briggsem – druga obrona mistrzostwa świata WBC
7 października 2006, podczas gali w Allstate Arena w Chicago (w obecności ok. 15 tys. widzów, w tym połowa Polaków), ponownie zmierzył się z Paulem Briggsem. Był to rewanż za pojedynek sprzed niemal półtora roku, w którym Adamek zdobył pas WBC. Już w pierwszej rundzie po lewym sierpowym Briggsa, Polak upadł i był liczony. Pod koniec rundy osiągnął jednak przewagę i zadawał więcej ciosów. Kolejne rundy należały do Polaka, jednak sytuacja odwróciła się w piątej i szóstej rundzie – popełnił błąd, jakim była zbyt nisko opuszczona lewa ręka, narażając się w ten sposób na silne uderzenia pretendenta. Doznał też kontuzji nosa. W ósmym starciu serią mocnych ciosów na głowę oszołomił Australijczyka, jednak ten przetrwał napór. W dziewiątej rundzie dostał ostrzeżenie za drugi cios poniżej pasa. Jednak telewizyjna powtórka pokazała, że przynajmniej pierwszy z nich, po którym upadł Australijczyk, był prawidłowy. Sędzia powinien był liczyć Briggsa. Decydujące okazały się dwie ostatnie rundy, w których Polak przejął inicjatywę; był świeższy, pozostawiając po sobie lepsze wrażenie. W dwunastym starciu wyprowadził aż 119 ciosów, z których 33 były celne. Sędziowie, stosunkiem głosów dwa do remisu, uznali za zwycięzcę polskiego pięściarza. Za pokonanie Briggsa Adamek zarobił 300 tys. dolarów.
Jestem bardzo szczęśliwy. Długa, roczna przerwa w ringowych startach dała o sobie znać. To był powód, że nie boksowałem zbyt dobrze – przyznał zaraz po pojedynku Adamek. Jednak obserwatorom walka się podobała. José Sulaimán, szef WBC wyznał: To była moja walka życia, a Jim Lampley, wieloletni komentator boksu dla HBO stwierdził: Adamek – Briggs I i II to najlepsze 24 rundy, jakie widziałem w ostatnich dwóch latach.

#### Walka z Dawsonem – utrata mistrzostwa świata WBC
3 lutego 2007, podczas gali w Silver Spurs Arena w Kissimmee na Florydzie, Adamek stracił tytuł mistrza świata WBC w wadze półciężkiej. Polski pięściarz przegrał bowiem z Chadem Dawsonem na punkty – 110:116, 109:117, 108:118. Od pierwszej rundy Polak był wolniejszy od rywala. Dawson okazał się najszybszym bokserem, z jakim kiedykolwiek rywalizowałem. Przegrałem z nim zasłużenie. Szybkość odegrała w tej walce decydującą rolę – powiedział Adamek, który poniósł tym samym pierwszą porażkę w karierze. Wydawało się, że Polak może odwrócić losy walki w 10. rundzie, gdy prawym prostym rzucił Dawsona na deski. – Złapał mnie dobrym, błyskawicznym ciosem – przyznał później Amerykanin. Dawson jednak przetrwał trudne chwile, klinczował i nie dał sobie odebrać zwycięstwa.
30 kwietnia 2007 szwajcarska grupa promotorska 12ROUNDS odkupiła wszystkie prawa promotorskie dotyczące Tomasza Adamka od Dona Kinga. Współwłaścicielem 12ROUNDS był biznesmen Bogusław Bagsik. Pierwszym trenerem Adamka ponownie został Andrzej Gmitruk – dyrektor sportowy 12ROUNDS, a drugim trenerem Ireneusz Przywara.

### Waga junior ciężka

#### Walka z Pinedą – zdobycie mistrzostwa świata IBO

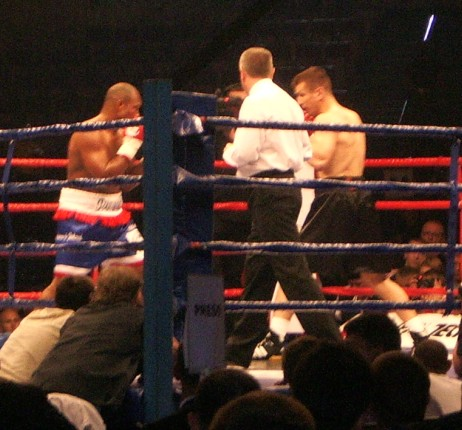
Tomasz Adamek kontra Luis Pineda, 9 czerwca 2007

9 czerwca 2007, podczas gali w katowickim Spodku Adamek pokonał w 7. rundzie przez techniczny nokaut Panamczyka Luisa Pinedę i zdobył tytuł mistrza świata federacji IBO w kategorii juniorciężkiej.
Polak od początku pojedynku miał zdecydowaną przewagę. Zadawał dużo celnych ciosów, kombinacje różnych uderzeń. Szczególnie z lewymi prostymi Adamka Pineda zupełnie sobie nie radził.
W siódmej rundzie Panamczyk przyjął kolejną serię ciosów, na którą nie odpowiedział własną akcją i sędzia przerwał walkę.

#### Walka eliminacyjna z Bellem
19 kwietnia 2008, podczas gali bokserskiej w Katowicach Adamek pokonał w siódmej rundzie przez techniczny nokaut Jamajczyka O’Neila Bella, byłego mistrza świata WBA i WBC. Tuż po zakończeniu siódmej rundy trenerzy Bella zdecydowali się poddać walkę. Czarnoskóry pięściarz oznajmił swoim trenerom, że nie ma żadnych argumentów, aby pokonać Polaka. Już w pierwszej rundzie Jamajczyk był liczony po mocnym ciosie Adamka. W kolejnych rundach Polak kontrolował przebieg walki.
Walka z Bellem była pojedynkiem eliminacyjnym, dającym zwycięzcy prawo przystąpienia do konfrontacji ze Steve’em Cunninghamem, mistrzem świata wagi juniorciężkiej federacji IBF.

#### Walka z Cunninghamem – zdobycie mistrzostwa świata IBF

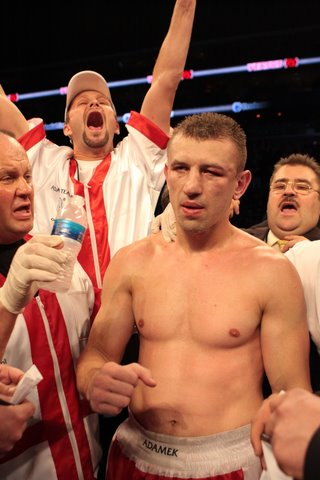
Adamek po wygranej walce z Cunninghamem, 2009 r.

11 grudnia 2008 w hali Prudential Center w Newark Adamek pokonał Steve’a Cunninghama w walce o tytuł mistrza świata IBF w wadze juniorciężkiej. Cunningham trzy razy lądował na deskach (w drugiej, czwartej i ósmej rundzie), lecz za każdym razem się podnosił. Pojedynek trwał na pełnym dystansie 12 rund. Sędziowie punktowali: 112-114, 116-110, 115-112 na korzyść Polaka.
Przełomowa była czwarta runda. Cunningham zadał w niej 21 ciosów z rzędu, ale Adamek przezwyciężył kryzys i doprowadził do nokdaunu rywala. Była to druga porażka w karierze Cunninghama. W 2006 jego pogromcą był inny Polak – Krzysztof Włodarczyk.

#### Walka z Banksem w obronie mistrzostwa świata IBF
27 lutego 2009 w hali Prudential Center w Newark, w obecności ponad 12 tys. widzów (w tym około 8 tys. Polaków), Adamek wygrał walkę w pierwszej obronie tytułu mistrza świata IBF z Amerykaninem Johnathonem Banksem, nokautując go w ósmej rundzie. Najpierw po prawym prostym w szczękę Banks przewrócił się i był liczony. Natychmiast po wznowieniu walki Adamek rzucił się na wciąż oszołomionego rywala i zadał serię uderzeń, po której Banks po raz drugi osunął się na matę ringu. Sędzia Eddie Cotton przerwał pojedynek i ogłosił techniczny nokaut.
Polski pięściarz oprócz obrony pasa IBF, wywalczył tytuł mniej znaczącej federacji IBO.

### Waga ciężka
18 października 2009 Adamek oficjalnie zrzekł się mistrzowskiego tytułu IBF, aby przejść do wyższej kategorii wagowej i walczyć przeciwko Andrzejowi Gołocie o interkontynentalny pas IBF w wadze ciężkiej. 24 października w Łodzi Adamek pokonał rywala przez techniczny nokaut w 5. rundzie (wcześniej Gołota był dwukrotnie liczony). Walka była najchętniej oglądanym wydarzeniem sportowym w Polsce w 2009. Zgromadziła przed telewizorami 8,2 mln widzów.
7 lutego 2010 w Prudential Center Adamek odniósł zwycięstwo po wyrównanej walce z Jasonem Estradą. Pokonał go na punkty (115:113, 116:112, 118:110), broniąc pas IBF Intercontinental. Dzięki tej wygranej w marcu został sklasyfikowany w oficjalnym rankingu IBF na 6. miejscu na świecie w kategorii ciężkiej.
24 kwietnia 2010 w Ontario zmierzył się z Chrisem Arreolą. Odniósł zwycięstwo stosunkiem dwa do remisu (114:114, 117:111, 115:113), górując nad rywalem wyszkoleniem technicznym, dynamiką i szybkością. Obronił przy tym pas IBF International i zdobył pas mistrza NABO. Była to pierwsza walka Adamka, w której prowadzili go Roger Bloodworth i Ronnie Shields, zastępujący Andrzeja Gmitruka, który z powodów zdrowotnych musiał zrezygnować z prowadzenia polskiego boksera. Dzięki tej wygranej, 25 kwietnia Adamek został sklasyfikowany przez fachowy serwis BoxRec na miejscu 4. (za Wołodymyrem i Witalijem Kłyczką oraz Davidem Haye’em), a przez magazyn „The Ring” na 5. (za braćmi Kłyczkami, Haye’em i Aleksandrem Powietkinem) w wadze ciężkiej na świecie.
21 sierpnia 2010 w Newark pokonał zdecydowanie na punkty Michaela Granta w obronie pasów IBF International i NABO. Sędziowie zdecydowali jednogłośnie o zwycięstwie Adamka (117:111, 118:110, 118:111). Niecałe cztery miesiące później Polak znokautował w 5. rundzie Vincenta Maddalone.
W styczniu 2011 Adamek podpisał kontrakt na walkę o mistrzostwo świata WBO i IBF z Wołodymyrem Kłyczką (planowaną na wrzesień 2011 w Polsce), a także na wcześniejszy pojedynek z Kevinem McBride’em – którego 9 kwietnia pokonał na punkty (120:107, 119:108, 119:108).

#### Walka z Kłyczką o mistrzostwo świata WBC

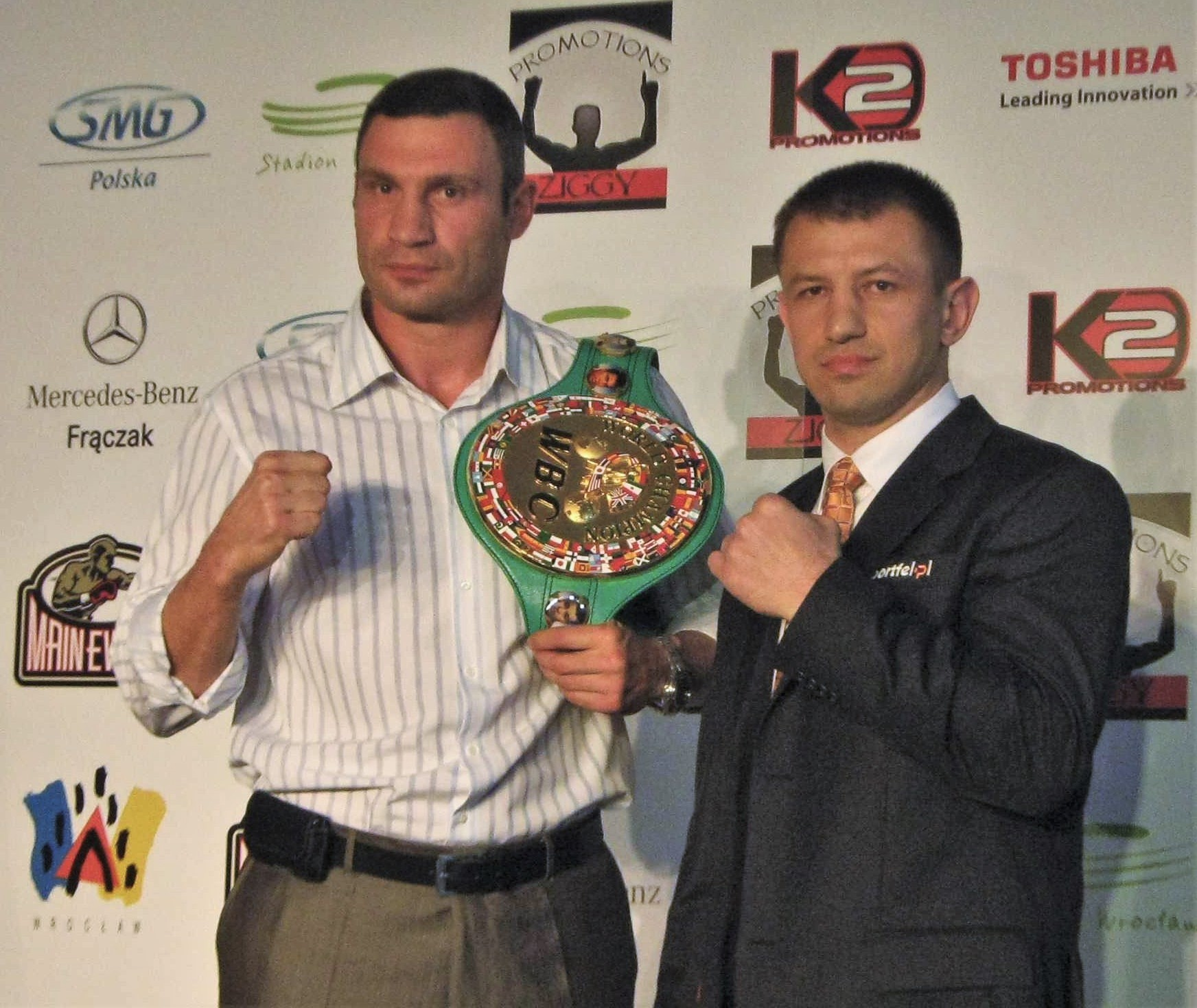
Kłyczko i Adamek po podpisaniu kontraktu na pojedynek o mistrzostwo świata, 24 maja 2011

Ostatecznie przeciwnikiem Adamka w walce o mistrzostwo świata został jednak starszy z braci Kłyczków, Witalij, gdyż Wołodymyr podjął decyzję o zmierzeniu się w unifikacyjnej walce z Davidem Haye’em. Stawką pojedynku Adamka z Witalijem było należące do Ukraińca mistrzostwo świata WBC. W kwietniu manager Kłyczków zdecydował, że walka odbędzie się 10 września 2011 na Stadionie Miejskim we Wrocławiu. Tym samym uświetniła ona oddanie nowo wybudowanego obiektu do użytku.
Pojedynek miał jednostronny przebieg. Dysponujący znaczną przewagą warunków fizycznych Kłyczko (wzrost 201 cm, zasięg 201 cm, waga 110 kg) wypunktowywał Polaka (wzrost 187 cm, zasięg 191 cm, waga 98 kg) ciosami prostymi, wyraźnie wygrywając każdą rundę (w 6. Adamek był liczony). Polak ograniczał się jedynie do pojedynczych, z reguły nieskutecznych akcji. W końcu, w 10. rundzie sędzia zdecydował się przerwać walkę ze względu na całkowitą dominację Ukraińca, który w rezultacie po raz 9. z rzędu obronił tytuł.

#### Walki po przegranej z Witalijem Kłyczką
24 marca 2012 Adamek stoczył kolejny pojedynek. Tym razem wygrał jednogłośnie z Nagym Aguilerą. Sędziowie punktowali: 99:90, 100:90, 100:90. Było to 45. zwycięstwo Górala na zawodowym ringu przy 2 porażkach.
16 czerwca 2012 w 12-rundowej walce zwyciężył jednogłośnie na punkty (116-112, 116-112, 119-109) z Amerykaninem Edwardem Chambersem. Walka odbyła się w Prudential Center w Newark. Stawką pojedynku był pas IBF North America.
8 września 2012 Adamek po emocjonującym pojedynku z Travisem Walkerem, w którym w 2. rundzie obaj pięściarze byli liczeni przez sędziego, wygrał przez techniczny nokaut w 5. rundzie. Była to pierwsza obrona pasa IBF North America przez Tomasza Adamka.
22 grudnia 2012 Adamek po wyrównanej walce zwyciężył niejednogłośnie na punkty (115-113, 116-112 i 113-115 dla Amerykanina) Steve’a Cunninghama, broniąc drugi raz pas IBF North America oraz zdobywając prawo walki w oficjalnym eliminatorze do tytułu mistrza świata IBF z Kubratem Pulewem. Wynik walki został uznany za kontrowersyjny. Po zakończonym pojedynku Michael Buffer błędnie ogłosił werdykt remisowy, by po chwili skorygować punktację pierwszego sędziego ze 115:115 na 115:113 dla Adamka.
3 sierpnia 2013 Adamek po 10-rundowym pojedynku, który nie przysporzył mu problemu pokonał jednogłośnie na punkty Dominicka Guinna. Polski zawodnik od początku przeważał szybkością, przygotowaniem i lewymi prostymi. Sędziowie punktowali ten pojedynek (98-92, 99-91, 99-91). Dla Tomasza Adamka pojedynek z Amerykaninem był pierwszym od czasu grudniowego starcia ze Steve’em Cunninghamem.
15 marca 2014 na gali w Bethlehem, Adamek przegrał jednogłośnie na punkty (110:117, 111:117, 112:116) z Ukraińcem Wiaczesławem Hłazkowem.
8 listopada 2014 na gali Polsat Boxing Night III w Krakowie, Adamek przegrał jednogłośnie na punkty (92:98 94:96 94:96) z Arturem Szpilką.
26 września 2015 w Łodzi pokonał przed czasem Przemysława Saletę (44-8, 22 KO). Saleta w przerwie przed 6. rundą poddał się z powodu kontuzji barku.
2 kwietnia 2016 na gali Polsat Boxing Night V w Krakowie przegrał przez TKO w 10. rundzie z Erikiem Moliną (25-3, 19 KO). Po walce Adamek ogłosił zakończenie sportowej kariery.
24 czerwca 2017 na gali Polsat Boxing Night VII pokonał jednogłośnie na punkty reprezentanta Nowej Zelandii Solomona Haumono (24-3-2, 21 KO). 18 listopada w Częstochowie pokonał jednogłośnie na punkty 97:93, 96:94 i 96:94 Kameruńczyka Freda Kassiego (18-7-1, 10 KO).
21 kwietnia 2018 na gali Polsat Boxing Night: Noc Zemsty w Częstochowie wygrał przez TKO w 7. rundzie z Amerykaninem Joeyem Abellem.
6 października 2018 na gali w Chicago przegrał przez techniczny nokaut w drugiej rundzie z Jarrellem Millerem (22-0-1, 19 KO).

### Walki w oktagonie
We wrześniu 2023 ogłoszono, że Adamek podpisał kontrakt na dwie walki z federacją Fame MMA, organizującą gale typu freak show fight. Dwa miesiące później ogłoszono także, że 24 lutego 2024 stoczy pojedynek w oktagonie z Mamedem Chalidowem na specjalnej gali XTB KSW Epic w Gliwicach. Zwyciężył przez kontuzję ręki rywala po trzeciej rundzie.
W następnej walce w oktagonie skrzyżował rękawice z Patrykiem Bandurskim. Do szermierki na pięści doszło na gali Fame 21: Pretendent, która odbyła się 18 maja 2024, także w Gliwicach. Zwyciężył jednogłośną decyzją sędziowską. W trakcie walki posłał rywala na deski czterokrotnie.
31 sierpnia 2024 podczas wydarzenia Fame 22: Ultimate, które miało miejsce na warszawskim Stadionie PGE Narodowym, rękawice skrzyżował z internetowym celebrytą, mającym przeszłość w boksie olimpijskim, Kasjuszem Życińskim. Góral jednogłośnie zwyciężył po czterech rundach.

### Powrót na ring bokserski
W walce wieczoru gali Fame 27: Kingdom, która odbędzie się 6 września 2025 w PreZero Arenie Gliwice, skrzyżuje rękawice z byłym podwójnym mistrzem KSW w wadze półśredniej i średniej, Roberto Soldiciem.

## Pozycje w rankingach
W październiku 2006 zajmował 3. miejsce w światowym rankingu Fightnews w wadze półciężkiej (za Fabrice’em Tiozzo i Zsoltem Erdeiem), 4. pozycję w rankingu BoxRec, oraz 2. miejsce w rankingu europejskim (za Clintonem Woodsem). Najwyższe pozycje Adamka na listach pretendentów federacji bokserskich to 1. miejsce na liście WBO (sierpień 2010), 4. w WBC (październik 2004-kwiecień 2005, od maja 2005 mistrz świata), 6. w WBA (październik-grudzień 2004) i 6. w IBF (listopad-grudzień 2004).

## Lista walk

### Boks w oktagonie
| Wynik   | Bilans | Przeciwnik (bilans przed walką) | Rozstrzygnięcie       | Runda | Czas | Rozgrywki                         | Data       | Miejsce  | Uwagi                            |
| ------- | ------ | ------------------------------- | --------------------- | ----- | ---- | --------------------------------- | ---------- | -------- | -------------------------------- |
| Wygrana | 3-0    | Kasjusz Życiński (6-3)          | Decyzja (jednogłośna) | 4     | 3:00 | Fame 22: Ultimate                 | 31.08.2024 | Warszawa | Limit umowny -99 kg. Main Event. |
| Wygrana | 2-0    | Patryk Bandurski (2-0)          | Decyzja (jednogłośna) | 3     | 3:00 | Fame 21: Pretendent               | 18.05.2024 | Gliwice  | Waga ciężka. Main Event.         |
| Wygrana | 1-0    | Mamed Chalidow (0-0)            | TKO (kontuzja ręki)   | 3/6   | 3:00 | XTB KSW Epic: Khalidov vs. Adamek | 24.02.2024 | Gliwice  | Limit umowny -99 kg. Main Event. |

### Boks zawodowy na ringu
| Wynik     | Bilans | Przeciwnik (bilans przed walką) | Rozstrzygnięcie | Runda, czas   | Data       | Miejsce             | Uwagi                                                                              |
| --------- | ------ | ------------------------------- | --------------- | ------------- | ---------- | ------------------- | ---------------------------------------------------------------------------------- |
|           |        | Roberto Soldić (4-0)            |                 |               | 06.09.2025 | Gliwice             | Walka o pas WBC „The Fight for Peace". Main Event gali Fame 27: Kingdom            |
| Przegrana | 53-6   | Jarrell Miller (21-0-1)         | KO              | 2 (12), 0:51  | 06.10.2018 | Chicago             |                                                                                    |
| Wygrana   | 53-5   | Joey Abell (34-9)               | TKO             | 7 (10), 2:33  | 21.04.2018 | Częstochowa         | Zachował międzynarodowe mistrzostwo Polski w wadze ciężkiej.                       |
| Wygrana   | 52-5   | Fred Kassi (18-6-1)             | UD              | 10            | 18.11.2017 | Częstochowa         | Zdobył międzynarodowe mistrzostwo Polski w wadze ciężkiej.                         |
| Wygrana   | 51-5   | Solomon Haumono (24-3-2)        | UD              | 10            | 24.06.2017 | Gdańsk/Sopot        |                                                                                    |
| Przegrana | 50-5   | Éric Molina (24-3-0)            | TKO             | 10 (12), 3:00 | 02.04.2016 | Kraków              | Walka mistrzostwo interkontynentalne IBF w wadze ciężkiej.                         |
| Wygrana   | 50-4   | Przemysław Saleta (44-7)        | TKO             | 5 (10), 3:00  | 26.09.2015 | Łódź                |                                                                                    |
| Przegrana | 49-4   | Artur Szpilka (16-1)            | UD              | 10            | 08.11.2014 | Kraków              | Walka o pas międzynarodowego mistrza Polski i IBF w wadze ciężkiej.                |
| Przegrana | 49-3   | Wiaczesław Hłazkow (16-0-1)     | UD              | 12            | 15.03.2014 | Bethlehem           | Stracił mistrzostwo IIBF North American w wadze ciężkiej.                          |
| Wygrana   | 49-2   | Dominick Guinn (34-9-1)         | UD              | 10            | 03.08.2013 | Uncasville          |                                                                                    |
| Wygrana   | 48-2   | Steve Cunningham (25-4)         | SD              | 12            | 22.12.2012 | Bethlehem           | Obronił pas IBF North America w wadze ciężkiej.                                    |
| Wygrana   | 47-2   | Travis Walker (39-7-1)          | TKO             | 5 (12), 1:08  | 08.09.2012 | Newark              | Obronił pas IBF North America w wadze ciężkiej.                                    |
| Wygrana   | 46-2   | Eddie Chambers (36-2)           | UD              | 12            | 17.06.2012 | Newark              | Zdobył pas IBF North America w wadze ciężkiej.                                     |
| Wygrana   | 45-2   | Nagy Aguilera (17-6)            | UD              | 10            | 24.03.2012 | Nowy Jork           |                                                                                    |
| Przegrana | 44-2   | Witalij Kłyczko (42-2)          | TKO             | 10 (12), 2:20 | 10.09.2011 | Wrocław             | Walka o mistrzostwo świata WBC.                                                    |
| Wygrana   | 44-1   | Kevin McBride                   | UD              | 12            | 09.04.2011 | Newark              | Obronił pasy IBF International w wadze ciężkiej i NABO w wadze ciężkiej.           |
| Wygrana   | 43-1   | Vincent Maddalone               | TKO             | 5 (12), 2:17  | 09.12.2010 | Newark              | Obronił pasy IBF International w wadze ciężkiej i NABO w wadze ciężkiej.           |
| Wygrana   | 42-1   | Michael Grant                   | UD              | 12            | 21.08.2010 | Newark              | Obronił pasy IBF International w wadze ciężkiej i NABO w wadze ciężkiej.           |
| Wygrana   | 41-1   | Chris Arreola                   | MD              | 12            | 24.04.2010 | Ontario             | Obronił pas IBF International w wadze ciężkiej i zdobył pas NABO w wadze ciężkiej. |
| Wygrana   | 40-1   | Jason Estrada                   | UD              | 12            | 07.02.2010 | Newark              | Obronił pas IBF International w wadze ciężkiej.                                    |
| Wygrana   | 39-1   | Andrzej Gołota                  | TKO             | 5 (12), 1:20  | 24.10.2009 | Łódź                | Zdobył pas IBF International w wadze ciężkiej.                                     |
| Wygrana   | 38-1   | Bobby Gunn                      | RTD             | 4 (12), 3:00  | 11.07.2009 | Newark              | Obronił mistrzostwa świata IBF i The Ring w wadze junior ciężkiej.                 |
| Wygrana   | 37-1   | Johnathon Banks                 | TKO             | 8 (12), 1:30  | 27.02.2009 | Newark              | Obronił mistrzostwa świata IBF i The Ring w wadze junior ciężkiej.                 |
| Wygrana   | 36-1   | Steve Cunningham                | SD              | 12            | 11.12.2008 | Newark              | Zdobył mistrzostwa świata IBF i The Ring w wadze junior ciężkiej.                  |
| Wygrana   | 35-1   | Gary Gomez                      | RTD             | 7 (10), 0:01  | 11.07.2008 | Chicago             |                                                                                    |
| Wygrana   | 34-1   | O’Neil Bell                     | TKO             | 8 (12)        | 19.04.2008 | Katowice            |                                                                                    |
| Wygrana   | 33-1   | Josip Jalušić                   | UD              | 8             | 29.12.2007 | Bielefeld           |                                                                                    |
| Wygrana   | 32-1   | Luis Andres Pineda              | KO              | 7 (12)        | 09.06.2007 | Katowice            | Zdobył mistrzostwo świata IBO w wadze junior ciężkiej.                             |
| Przegrana | 31-1   | Chad Dawson                     | UD              | 12            | 03.02.2007 | Kissimmee           | Stracił mistrzostwo świata WBC w wadze półciężkiej.                                |
| Wygrana   | 31-0   | Paul Briggs                     | MD              | 12            | 07.10.2006 | Chicago             | Obronił mistrzostwo świata WBC w wadze półciężkiej.                                |
| Wygrana   | 30-0   | Thomas Ulrich                   | KO              | 6 (12), 1:57  | 15.10.2005 | Düsseldorf          | Obronił mistrzostwo świata WBC w wadze półciężkiej.                                |
| Wygrana   | 29-0   | Paul Briggs                     | MD              | 12            | 21.05.2005 | Chicago             | Zdobył mistrzostwo świata WBC w wadze półciężkiej.                                 |
| Wygrana   | 28-0   | Ismail Abdoul                   | PTS             | 8             | 10.09.2004 | Warszawa            |                                                                                    |
| Wygrana   | 27-0   | Dżabraił Dżabraiłow             | KO              | 5 (12), 0:43  | 17.04.2004 | Maarianhamina       | Zdobył mistrzostwo interkontynentalne WBO w wadze półciężkiej.                     |
| Wygrana   | 26-0   | Olivier Beard                   | TKO             | 3 (10)        | 20.12.2003 | Bielsko-Biała       |                                                                                    |
| Wygrana   | 25-0   | Ed Dalton                       | KO              | 2 (12), 2:14  | 04.10.2003 | Maarianhamina       | Zdobył mistrzostwo interkontynentalne IBF w wadze półciężkiej.                     |
| Wygrana   | 24-0   | Roberto Coelho                  | UD              | 8             | 30.08.2003 | Monachium           |                                                                                    |
| Wygrana   | 23-0   | Zoltán Béres                    | UD              | 6             | 06.04.2003 | Benidorm            |                                                                                    |
| Wygrana   | 22-0   | Andrei Kiarsten                 | TKO             | 2 (6)         | 15.02.2003 | Helsinki            |                                                                                    |
| Wygrana   | 21-0   | Warużan Dawtjan                 | TKO             | 4 (6), 3:00   | 14.12.2002 | Newcastle upon Tyne |                                                                                    |
| Wygrana   | 20-0   | Laverne Clark                   | TKO             | 3 (12)        | 18.10.2002 | Kozienice           | Zdobył międzynarodowe mistrzostwo Polski w wadze półciężkiej.                      |
| Wygrana   | 19-0   | Mihai Iftode                    | PTS             | 8             | 27.07.2002 | Kołobrzeg           |                                                                                    |
| Wygrana   | 18-0   | Siergiej Karaniewicz            | PTS             | 10            | 24.05.2002 | Płońsk              | Zdobył tytuł CISBB w wadze półciężkiej.                                            |
| Wygrana   | 17-0   | Willie McDonald                 | TKO             | 3 (6)         | 06.04.2002 | Łódź                |                                                                                    |
| Wygrana   | 16-0   | Denis Sołomka                   | TKO             | 5 (6)         | 23.02.2002 | Włocławek           |                                                                                    |
| Wygrana   | 15-0   | Rusłan Gładkich                 | UD              | 6             | 29.12.2001 | Konin               |                                                                                    |
| Wygrana   | 14-0   | Zdravko Kostic                  | PTS             | 10            | 10.11.2001 | Włocławek           |                                                                                    |
| Wygrana   | 13-0   | Timofiej Makłakow               | TKO             | 3 (10)        | 11.08.2001 | Jaworzno            |                                                                                    |
| Wygrana   | 12-0   | Ion Voica                       | KO              | 1 (6)         | 18.05.2001 | Warszawa            |                                                                                    |
| Wygrana   | 11-0   | Rudi Lupo                       | UD              | 10            | 02.03.2001 | Warszawa            | Zdobył mistrzostwo interkontynentalne IBC w wadze półciężkiej.                     |
| Wygrana   | 10-0   | Nino Cirilo                     | TKO             | 3 (8)         | 03.11.2000 | Nowy Dwór           |                                                                                    |
| Wygrana   | 9-0    | Stanislav Schreiber             | TKO             | 3 (10)        | 14.10.2000 | Dębica              |                                                                                    |
| Wygrana   | 8-0    | Glenn Odem                      | TKO             | 4 (6)         | 10.06.2000 | Elbląg              |                                                                                    |
| Wygrana   | 7-0    | Terry Ford                      | TKO             | 3 (6)         | 25.03.2000 | Białystok           |                                                                                    |
| Wygrana   | 6-0    | Mark Lee Dawson                 | TKO             | 3 (6)         | 21.02.2000 | Londyn              |                                                                                    |
| Wygrana   | 5-0    | Melvin Wynn                     | TKO             | 3 (6)         | 10.12.1999 | Warszawa            |                                                                                    |
| Wygrana   | 4-0    | Kevin Whaley-El                 | TKO             | 4 (6)         | 22.10.1999 | Warszawa            |                                                                                    |
| Wygrana   | 3-0    | Miłko Stoikow                   | TKO             | 3 (6)         | 26.06.1999 | Wrocław             |                                                                                    |
| Wygrana   | 2-0    | Smokey Enison                   | TKO             | 2 (4), 2:50   | 29.04.1999 | Londyn              |                                                                                    |
| Wygrana   | 1-0    | Israel Khumalo                  | TKO             | 1 (4), 2:15   | 13.03.1999 | Manchester          |                                                                                    |

1. 1 2  UD – jednogłośna decyzja
2. ↑  UD – jednogłośna decyzja
3. ↑  SD – niejednogłośna decyzja
4. ↑  TKO – techniczny nokaut
5. ↑  MD – decyzja większości
6. ↑  PTS – walka zakończona na punkty
7. ↑  KO – nokaut

## Wyróżnienia
4 stycznia 2006 Adamek został uznany przez organizację World Boxing Council za Bokserskie Odkrycie Roku 2005. Oficjalne ogłoszenie wyników i wręczenie nagród nastąpiło podczas corocznego kongresu WBC, który w dniach 28-31 stycznia odbył się w meksykańskim kurorcie Cancún. Tomasz to sensacja roku, wspaniały, wielki bokser – ocenił José Sulaimán, prezydent WBC, wręczając Polakowi nagrodę.
7 stycznia 2006, podczas uroczystej gali w Sali Kongresowej Pałacu Kultury i Nauki w Warszawie odebrał statuetkę za zajęcie drugiego miejsca w 71. edycji plebiscytu Przeglądu Sportowego na najlepszego sportowca Polski w 2005.
6 stycznia 2007 ogłoszono jego czwarte miejsce w 72. edycji plebiscytu Przeglądu Sportowego na najlepszego sportowca Polski w 2006.
W lutym 2009 magazyn „The Ring” uznał Adamka za najlepszego pięściarza w wadze juniorciężkiej. „The Ring” to jeden z najbardziej prestiżowych periodyków o tematyce bokserskiej, który najlepszym zawodnikom w poszczególnych kategoriach wagowych przyznaje nagrody w postaci mistrzowskich pasów.
28 czerwca 2010 został nagrodzony „Muhammad Ali Award”, nagrodą przyznawaną za osiągnięcia sportowe, a także postawę w życiu codziennym. O przyznaniu nagrody decyduje sam Muhammad Ali. Adamek odebrał ją w Chicago z rąk córki Alego – Jamilah.

## Polityka
W wyborach do Europarlamentu w 2014 Adamek wystartował jako „jedynka” górnośląskiej listy Solidarnej Polski. Partii nie udało się przekroczyć wymaganego progu wyborczego.

## Życie prywatne

### Dzieciństwo
Tomasz Adamek jest synem Józefa Adamka i Anny Adamek, jednym z pięciorga rodzeństwa. W 1978 Józef Adamek zginął w katastrofie autobusów pod Żywcem (był jednym z kierowców winnych jej spowodowania). Ciężar utrzymania i wychowania syna i czterech córek spoczął na matce; rodzina żyła w trudnych warunkach materialnych. W 1988 Adamek zaczął trenować boks w klubie Góral Żywiec, pod okiem trenerów Stefana Gawrona i Stanisława Orlickiego.
Tomasz regularnie grał w piłkę nożną w Beskidzie Gilowice, wystawiany przez trenera w ataku lub bocznej pomocy. Najbardziej interesowały go jednak sporty walki. Od dziecka był też religijny i często uczestniczył w nabożeństwach jako ministrant.

### Rodzina
13 października 1996 zawarł związek małżeński z Dorotą. Ma dwie córki, Roksanę (ur. 1997) i Weronikę (ur. 2000). Początkowo mieszkał z żoną u teściów, później przeniósł się do nowo wybudowanego domu w Gilowicach. W 2008 przeniósł się wraz z rodziną do USA, zamieszkał w podnowojorskim Kearny w stanie New Jersey. Przyjął także amerykańskie obywatelstwo.

### Wykształcenie
Zdobył zawód mechanika sprzętu AGD oraz zdał maturę w Zespole Szkół Mechaniczno-Elektrycznych w Żywcu. Następnie skończył studia licencjackie w Beskidzkiej Wyższej Szkole Turystyki w Żywcu na kierunku administracja.
W październiku 2005 został przyjęty na Katolicki Uniwersytet Lubelski na magisterskie studia uzupełniające z administracji samorządowej. 21 października 2007 rzeczniczka uczelni poinformowała o skreśleniu Adamka z listy studentów z powodu braku płatności, niestawiania się na zajęciach oraz braku zaliczeń.

### Wiara
Adamek przyznaje się do dużej religijności. Jego charakterystyczne wypowiedzi to np.: Inni potrzebują psychologa, a mnie wystarczy Bóg. Jemu powierzam swoje kłopoty i nigdy się nie zawiodłem. Bez Niego byłbym nikim. lub Swoją siłę nie biorę z jedzenia, ale od Boga. Odmawiałem przed walką różaniec i Bóg mi pomógł, Jak Bóg da to...
Po wygranej walce w maju 2005 udał się na pieszą pielgrzymkę z Jasnej Górki w Ślemieniu na Jasną Górę (ok. 150 km).
28 sierpnia 2013 bokser odwiedził redakcję Radia Maryja, Telewizji TRWAM oraz Wyższą Szkołę Kultury Społecznej i Medialnej w Toruniu. O założycielu tych dzieł, ojcu Tadeusz Rydzyku CSsR, w swojej autobiografii pt. Fighter, napisał:

Gdyby w Polsce było kilku ojców Rydzyków, to ludzie nie musieliby emigrować za chlebem. To Anglicy, Niemcy i Francuzi przyjeżdżaliby do nas szukać pracy